# Adrien de Corswarem
Adrien de Corswarem, né à Hasselt le 7 mars 1849 et mort le 13 juin 1909, est un homme politique belge.

## Fonctions et mandats
- Membre de la Chambre des représentants de Belgique : 1890-1904

## Publications
- Uitlegging der militiewet, Hasselt, 1890.
- Commentaire de la loi du 27 novembre 1891 sur l'assistance publique, Brussel, 1893.
- Uitlegging der wetten en der koninklijke besluiten over het lager onderwijs en over de pensieoenen der gemeenteonderwijzers, Hasselt, 1893.
- Guide pratique pour la revision des listes électorales conformément au nouvel article 47 de la Constitution, Hasselt, 1893.
- Uitleggingen der wetten en decreten over de kerkfabrieken, Hasselt, 1894.
- Uitlegging der wet op het lager onderwijs. Wet van 20 september 1884, gewijzigd door de wet van 15 september 1895, Hasselt, 1895.
- De instellingen van voorzienigheid in België. Lijfrentekas, verzekeringskas, onderlinge bijstand, veeverzekering, Raiffeisenkassen, werkmanswoningen, Hasselt, 1899.
- Uitlegging der militiewet en der wetten op de vergoeding in zake van krijgsdienst, Hasselt, 1902.
- Eenige korte uitleggingen over de wet van 24 december 1903 betreffende de arbeidsongevallen, Hasselt, 1904.

## Sources
- Jean-Luc DE PAEPE & Christiane RAINDORF-GERARD, Le Parlement belge, 1831-1894. Données biographiques, Brussel, 1996